# Ёсинага, Саюри
Саюри Ёсинага (яп. 吉永小百合  Ёсинага Саюри) род. 13 марта 1945 года, Сибуя, Токио, Япония) — японская киноактриса и певица. Одна из главных звёзд современного японского кинематографа. Последняя из того поколения выдающихся японских актрис, которые ещё работали в золотые годы японского кино. Её имя засверкало яркой звездой на киноолимпе в 1960-х, когда японский кинематограф захлестнула «Новая волна» — это был наиболее успешный для неё период, хотя она к этому течению молодых кинематографистов, по сути, не имела никакого отношения (разве что роль в ленте Кириро Ураямы «Город сотен домн», снятой в 1962 году). Продолжает активно сниматься до сегодняшнего дня, без творческих простоев перейдя из одной эпохи в другую. Обладательница большого количества престижнейших национальных кинопремий, а по части полученных ей премий Японской академии Саюри Ёсинага обошла всех актрис Японии — она четырежды лауреат этой кинонаграды в самой престижной номинации «За лучшую главную женскую роль». Не удивительно, что когда классик японского кинематографа, режиссёр Кон Итикава искал исполнительницу на роль выдающейся японской актрисы XX века Кинуё Танака в биографическом фильме о ней «Актриса кино» (1987), он без колебаний остановил свой выбор на лучшей из японских актрис того времени — Саюре Ёсинаге (незадолго до этого удостоенной премии имени Кинуё Танака за выдающиеся достижения в карьере). В 2006 году Саюри Ёсинага была награждена Медалью Почёта с пурпурной лентой за заслуги в области киноискусства.

## Биография

#### Ранние годы
Саюри родилась в марте 1945 года, за пять месяцев до окончания Второй мировой войны, её жизнь неразрывно связана с послевоенной историей Японии. Отец Саюри — Ёсиюки Ёсинага родился в префектуре Кагосима и был чиновником Министерства иностранных дел, а мать Кадзуэ, родившаяся на окраине Токио, была учителем игры на фортепиано. Саюри с детства прививалась высокая художественная культура. Первое появление Саюри в средствах массовой информации состоялось в двенадцатилетнем возрасте, когда она приняла участие в радиопостановке «Судзуносукэ Акадо» (1957). А два года спустя четырнадцатилетняя Саюри дебютировала в кино второплановой ролью в экранизации эссе Минору Ёсиды «Свист по утрам» (1959, режиссёр Тисато Икома).

#### Карьера в кино
Юная дебютантка заключила контракт с кинокомпанией «Никкацу» и сыграла в ней на протяжении 1960-х годов множество ведущих ролей. Экран сразу принял молодую дебютантку в свои объятия, ибо приглашений сниматься в её первые годы работы перед камерой было очень много. Только лишь за 1960-й и 1961 годы юная актриса снялась более чем в двадцати картинах. Её первым исполнением главной роли стала работа в лирической мелодраме о первой подростковой любви «Девочка в стекле» (реж. Мицуо Вакасуги), который вышел осенью 1960 года и был первым из ряда «чисто любовных фильмов», в которых она снялась вместе с Мицуо Хамадой. И хотя в 1960-е годы в японском кинематографе правила бал «Новая волна японского кино», молодая актриса блистала в незамысловатых комедиях и мелодрамах у таких штатных ремесленников компании «Никкацу», как Кацуми Нисикава, Буити Сайто, Кэндзиро Моринага и других. Во многих из её ранних фильмов, она сыграла роли серьёзных школьниц или студенток, которые способны со своим искренним характером стать объектом пристального внимания со стороны класса или группы сверстников. Среди фильмов, которые сформировали эту существенную сторону её имиджа можно отметить драму из школьной жизни «Голубые горы» (1963, реж. Кацуми Нисикава), основанную на одноимённом романе 1947 года писателя Ёдзиро Исидзака.
Почти одновременно с началом своей кинокарьеры, Саюри начала и карьеру певицы, записав в те годы несколько синглов. И уже в 1962 году её сингл «Не важно когда мечтать», записанный совместно с Юкио Хаси, был удостоен Гран-при Japan Record Award. Пластинка разошлась тиражом 300 000 экземпляров.
1960-е годы стали для Саюри Ёсинага периодом наибольшего успеха у японского зрителя, это было время пика её популярности — молодые поклонники по всей стране создали десятки фан-клубов, а её фанатов называли не иначе, как «саюристами» (Sayurisuto). Ёсинага изображала на экране целеустремлённых героинь, что было созвучно мечтам и чаяниям молодого поколения японцев той поры. И хотя руководство «Никкацу» использовало юное дарование на ролях девчонок в подростковых фильмах развлекательного характера, ей всё же повезёт встретиться с одним из представителей «новой волны», начинающим режиссёром Кириро Ураямой. Саюри Ёсинага сыграла в его дебютной работе, фильме «Город сотен домн» (1962) роль главной героини, девочки по имени Дзюн, дочери потомственного металлурга и попала, что называется, в десятку. И сам фильм, и игра семнадцатилетней Саюри, были на ура встречены критикой и собратьями-кинематографистами. За исполнение этой роли Саюри Ёсинага была названа лучшей актрисой 1962 года на церемонии награждения кинопремии «Голубая лента» в 1963 году. А спустя два года, в 1965-м, актриса была удостоена ещё одной «Голубой ленты», то был приз зрительских симпатий в номинации «Самая популярная» (Most Popular Award).
В 1965 году Саюри Ёсинага успешно сдала экзамены и поступила учиться в университет Васэда на кафедру истории, а также посещала факультативно лекции по литературе. Привыкшая уже к загруженному графику работы на съёмочных площадках, студентка продолжала во время учёбы сниматься в кино, окончив университет в 1969 году и заняв 2 место по сумме баллов среди выпускников того года.
Когда на рубеже 1960-х — 1970-х годов кинокомпания «Никкацу» оказалась на грани банкротства, её ряды покинули многие из штатных звёзд. Саюри Ёсинага была в их числе и с 1970 года снималась в фильмах других кинокомпаний. Хоть и сбавила немного темп работы, делая по одной картине в год, тем не менее, это пошло актрисе только на пользу. Именно в этот период начинается рост её профессионального мастерства и приглашения на съёмки у ведущих мастеров экрана. В эти годы актриса снялась у ветерана Дайскэ Ито в роли Орё в исторической драме «Падение сёгуната» (1970), в фильмах остросоциального направления одного из лидеров «независимых», режиссёра Сацуо Ямамото «Война и люди» (II и III части — 1971, 1973) и «Август без императора» (1978). Ёсинага сыграла в двух частях популярного комедийного киносериала Ёдзи Ямады о Тора-сане «Мужчине живётся трудно» (1972, 1974). В 1975 году спустя тринадцать лет, прошедших после совместной работы над успешным фильмом «Город сотен домн», её вновь пригласил режиссёр Кириро Ураяма в свой новый проект «Врата молодости», где актриса воплотила на экране роль Таё, мачехи главного героя Синскэ.
В 1980-е на Саюри Ёсинагу обрушится буквально шквал наград и номинаций. В 1981-м она номинировалась на премию Японской академии за лучшую женскую роль в фильме «Мятеж» режиссёра Сиро Моритани. В 1984-м она была названа лучшей актрисой на церемонии вручения призов Hochi Film Awards за исполеие главных ролей в двух кинолентах «Охан» (режиссёр Кон Итикава) и «Станция „Небеса“» режиссёра Масанобу Дэмэ. За эти же роли на следующий год была отмечена премиями Японской академии, «Кинэма Дзюмпо» и «Майнити».
На Международном кинофестивале в Йокогаме (1985) Саюри Ёсинага получила специальный приз за карьеру в целом, а год спустя на церемонии награждения кинопремии «Майнити» была удостоена престижнейшей награды — премии имени Кинуё Танака за выдающиеся достижения в карьере.
В 1986 и 1988 годах актриса номинировалась на премию Японской академии за главные роли в фильмах «Дневник Юмэтиё» (1985, реж. Кириро Ураяма) и «Актриса кино» (1987, реж. Кон Итикава). В 1988-м выиграет приз Nikkan Sports Film Awards за исполнение лучшей главной женской роли в киноленте «Бунт цветов» (1988, реж. Киндзи Фукасаку). 1989 год принёс актрисе вторую премию Японской академии и звание Лучшей актрисы года за исполнение ролей в двух фильмах «Бунт цветов» и «Журавль» (1988, реж. Кон Итикава). И это только 1980-е, а далее более (смотреть раздел «Награды и номинации»). Достаточно ещё упомянуть, что у актрисы личный рекорд по полученным ей премиям Японской киноакадемии — четыре раза выиграла и плюс двенадцать номинаций. Ёсинага также трижды лауреат премии «Голубая лента», дважды лауреат конкурса «Майнити» и дважды выигрывала Nikkan Sports Film Awards.
В 1970-х — 1980-х годах Саюри Ёсинага много работала на телевидении, снимаясь в сериалах и рекламных роликах (в том числе для таких крупных компаний, как Sharp Aquos, Nissey и Kagome), а также принимала участие в различных ток-шоу.
В 1980-е годы на неё обратит внимание классик японской кинематографии Кон Итикава, у которого она снимется в четырёх картинах и эти роли будут в числе лучших её работ того десятилетия.
С середины 1980-х годов, после исполнения главной роли в драматическом фильме «Дневник Юмэтиё» (1985, реж. Кириро Ураяма, в картине рассказывается об атомной бомбардировке Хиросимы), актриса много работала для антиядерного движения. В течение более чем двадцати лет Саюри Ёсинага бесплатно читала стихи в Мемориальном музее мира в Хиросиме, показывая таким образом свою гражданскую позицию. Ёсинага говорит: «Я хочу, чтобы у японцев и в будущем всегда была аллергия на ядерное оружие». Саюри Ёсинага выпустила диск со стихами об атомной бомбардировке Хиросимы и Нагасаки под названием «Вторая часть». Она принимает активное участие в движении «Прощай, АЭС», начатом после аварии на АЭС «Фукусима».
Среди наиболее интересных работ актрисы, сделанных ей в 1990-е — 2000-е годы: роль Юмико Минами в киноленте режиссёра Нобухико Обаяси «Зрелые женщины» (1994); Аихати в фильме «Беспечная мелодия Нагасаки» (2000, реж. Юкио Фукамати); Сино Комацубара в «Поселенцах на Севере» (2005, реж. Исао Юкисада); две работы у Ёдзи Ямады в драмах «Кабэи — наша мама» (2008) и в «Младшем брате» (2010); роль учительницы с Хоккайдо Хабё Кавасимы в картине режиссёра Дзюндзи Сакамото «Северные канарейки» (2012). За все эти работы Саюри Ёсинага либо номинировалась, либо была удостоена национальных кинопремий Японии.
На протяжении многолетней карьеры в кинематографе актриса Саюри Ёсинага снялась более чем в 110 кинофильмах, не считая многочисленных работ на телевидении, и имеет поклонников всех возрастов.

#### Личная жизнь
Саюри вышла замуж за режиссёра телевидения Таро Окаду в 1973 году. Члены семейного клана Ёсинага были категорически против этого брака, так как супруг на 15 лет старше её. У популярнейшей звезды кинематографа Саюри Ёсинага нет детей.

## Признание
- В 2006 году Саюри Ёсинага была награждена Медалью Почёта с пурпурной лентой за заслуги в области кинематографа.
- В 2009 году в Японии решили определить десятку самых красивых японских киноактрис. По результатам голосования, проведённым ведущим японским журналом «Бунгэй сюндзю[англ.]», в голосовании приняли участие как читатели, так и авторы журнала (всего в голосовании приняли участие 1043 человека), в десятку лучших попали: Сэцуко Хара, Саюри Ёсинага, Хидэко Такаминэ, Кинуё Танака, Сима Ивасита, Матико Кё, Исудзу Ямада, Аяко Вакао, Кэйко Киси и Сумико Фудзи[4].

## Награды и номинации
| Награда                      | Год  | Категория                                                            | Фильм (или сингл)                                    | Результат |
| ---------------------------- | ---- | -------------------------------------------------------------------- | ---------------------------------------------------- | --------- |
| Кинопремия Японской академии | 1981 | Лучшая женская роль                                                  | Мятеж                                                | Номинация |
| Кинопремия Японской академии | 1985 | Лучшая женская роль                                                  | Станция «Небеса» Охан                                | Победа    |
| Кинопремия Японской академии | 1986 | Лучшая женская роль                                                  | Дневник Юмэтиё                                       | Номинация |
| Кинопремия Японской академии | 1988 | Лучшая женская роль                                                  | Актриса кино                                         | Номинация |
| Кинопремия Японской академии | 1989 | Лучшая женская роль                                                  | Журавль Бунт цветов                                  | Победа    |
| Кинопремия Японской академии | 1993 | Лучшая женская роль                                                  | Операционная Тяжкий грех в раю                       | Номинация |
| Кинопремия Японской академии | 1994 | Лучшая женская роль                                                  | Женщина мечты                                        | Номинация |
| Кинопремия Японской академии | 1995 | Лучшая женская роль                                                  | Зрелые женщины                                       | Номинация |
| Кинопремия Японской академии | 1999 | Лучшая женская роль                                                  | Период осеннего моросящего дождя                     | Номинация |
| Кинопремия Японской академии | 2001 | Лучшая женская роль                                                  | Беспечная мелодия Нагасаки                           | Победа    |
| Кинопремия Японской академии | 2002 | Лучшая женская роль                                                  | Тысячелетняя любовь                                  | Номинация |
| Кинопремия Японской академии | 2006 | Лучшая женская роль                                                  | Поселенцы на Севере (Первый год на Севере)           | Победа    |
| Кинопремия Японской академии | 2009 | Лучшая женская роль                                                  | Кабэи - наша мама Где живёт легенда                  | Номинация |
| Кинопремия Японской академии | 2011 | Лучшая женская роль                                                  | Младший брат                                         | Номинация |
| Кинопремия Японской академии | 2013 | Лучшая женская роль                                                  | Северные канарейки                                   | Номинация |
| Кинопремия Японской академии | 2015 | Лучшая женская роль                                                  | Повесть о загадочном мысе                            | Номинация |
| Кинопремия Японской академии | 2016 | Лучшая женская роль                                                  | Жизнь с моей матерью                                 | Номинация |
| Кинопремия «Голубая лента»   | 1963 | Лучшая женская роль                                                  | Город, где льют чугун                                | Победа    |
| Кинопремия «Голубая лента»   | 1965 | Премия зрительских симпатий «Самой популярной» (Most Popular Award). |                                                      | Победа    |
| Кинопремия «Голубая лента»   | 2001 | Лучшая женская роль                                                  | Беспечная мелодия Нагасаки                           | Победа    |
| Кинопремия «Майнити»         | 1985 | Лучшая женская роль                                                  | Станция «Небеса» Охан                                | Победа    |
| Кинопремия «Майнити»         | 1986 | Премия имени Кинуё Танака за выдающиеся достижения в карьере         |                                                      | Победа    |
| Кинопремия «Майнити»         | 1995 | Лучшая женская роль                                                  | Зрелые женщины                                       | Победа    |
| Japan Record Award           | 1962 | Гран-при                                                             | сингл «Не важно когда мечтать» (в дуэте с Юкио Хаси) | Победа    |
| Japan Record Award           | 1997 | Премия за концепцию                                                  |                                                      | Победа    |
| Nikkan Sports Film Award     | 1988 | Лучшая женская роль                                                  | Бунт цветов                                          | Победа    |
| Nikkan Sports Film Award     | 2000 | Лучшая женская роль                                                  | Беспечная мелодия Нагасаки                           | Победа    |
| Кинопремия «Кинэма Дзюмпо»   | 1985 | Лучшая женская роль                                                  | Станция «Небеса» Охан                                | Победа    |
| Hochi Film Awards            | 1984 | Лучшая женская роль                                                  | Станция «Небеса» Охан                                | Победа    |
| Кинофестиваль в Йокогаме     | 1985 | Специальный приз за карьеру                                          |                                                      | Победа    |
| Asian Film Awards            | 2009 | Лучшая женская роль                                                  | Кабэи — наша мама                                    | Номинация |

## Фильмография
| Фильмография Саюри Ёсинага | Фильмография Саюри Ёсинага                                                                                | Фильмография Саюри Ёсинага            | Фильмография Саюри Ёсинага                         | Фильмография Саюри Ёсинага                           | Фильмография Саюри Ёсинага     | Фильмография Саюри Ёсинага |
| Год                        | Русское название                                                                                          | Оригинальное название                 | Название на ромадзи                                | Английское название в международном прокате          | Режиссёр                       | Роль                       |
| -------------------------- | --- | ------------------------------------- | -------------------------------------------------- | ---------------------------------------------------- | ------------------------------ | -------------------------- |
| 1950-е годы                | |                                       |                                                    |                                                      |                                |                            |
| 1959                       | «Свист по утрам»                                                                                          | 朝を呼ぶ口笛                          | Asa Wo Yobu Kuchibue                               | Limited Pressing                                     | Тисато Икома                   | Мивако Кария               |
| 1960-е годы                | |                                       |                                                    |                                                      |                                |                            |
| 1960                       | «Призрачный детектив. Вторжение подземных людей»                                                          | まぼろし探偵 地底人襲来               | Maboroshi tantei chitei jin shuurai                |                                                      | Рюутаро Кондо                  | Сакура Ёсино               |
| 1960                       | «История стрелка 2: Человек-молния»                                                                       | 拳銃無頼帖 電光石火の男               | Kenju burai-cho: Denkosekka no Otoko               | Tales of a Gunman: The Man of Lightning              | Хироси Ногути                  | Норико Дан                 |
| 1960                       | «---» | 霧笛が俺を呼んでいる                  | Muteki ga ore wo yonde iru                         |                                                      | Токудзиро Ямадзаки             | Юкико                      |
| 1960                       | «История стрелка 3: Человек, который зловеще смеется»                                                     | 拳銃無頼帖 不敵に笑う男               | Kenju Burai-cho: Futeki ni warau otoko             | Tales of a Gunman: The Man With Sinister Laugh       | Хироси Ногути                  | Норико Дан                 |
| 1960                       | «Всё катится в пропасть»                                                                                  | すべてが狂ってる                      | Subete ga kurutteru                                | The Precipice / Everything Goes Wrong                | Сэйдзюн Судзуки                | Норико                     |
| 1960                       | «Девочка в стекле»                                                                                        | ガラスの中の少女                      | Garasu no naka no shôjo                            | Girl in the Glass                                    | Мицуо Вакасуги                 | Ясуё                       |
| 1960                       | «Красивое сопротивление»                                                                                  | 美しき抵抗                            | Utsukushiki teikou                                 |                                                      | Кэндзиро Моринага              | Кумико Сандзё              |
| 1961                       | «История большого успеха»                                                                                 | 大出世物語                            | Daishusse monogatari                               | Story of Great Success                               | Ютака Абэ                      | Такако                     |
| 1961                       | «Ангел следует за мной»                                                                                   | 天使が俺を追い駈ける                  | Tenshi ga ore wo oi kakeru                         |                                                      | Сагу Ида                       | Куми                       |
| 1961                       | «---» | 花と娘と白い道                        | Hana to musume to shiroi michi                     |                                                      | Кэндзиро Моринага              | Мияко                      |
| 1961                       | «Грязная работа»                                                                                          | ろくでなし稼業                        | Rokudenashi kagyo                                  | Dirty Work                                           | Буити Сайто                    | Сумико Хамада              |
| 1961                       | «Дневник полицейского»                                                                                    | 警察日記                              | Keisatsu nikki                                     | The Diary of a Police Officer                        | Мицуо Вакасуги                 | старшая дочь Ёси           |
| 1961                       | «---» | 早射ち野郎                            | Hayauchi yarô                                      | Fast-Draw Guy / Quick Draw Joe                       | Такаси Номура                  | Миса Маяма                 |
| 1961                       | «Делай как я, пожалуйста»                                                                                 | 有難や節 あゝ有難や有難や             | Yuu nan ya fushi                                   | Doing What I Please                                  | Кацуми Нисикава                | Ёко Морита                 |
| 1961                       | «Свист в темноте»                                                                                         | 闇に流れる口笛                        | Yami ni nagareru kuchibue                          | Whistling in the Darkness                            | Ёити Усихара                   | Сакико Какидзаки           |
| 1961                       | «---» | この若さある限り                      | Kono wakasa aru kagiri                             | That Young May Be Eternal / So Long as We Have Youth | Корэёси Курахара               | Рёко Каванами              |
| 1961                       | «Я отказываюсь умирать»                                                                                   | 俺は死なないぜ                        | Ore ha shina nai ze                                | I Refuse to Die                                      | Эйсукэ Такидзава               | Юмико                      |
| 1961                       | «Никогда не признавай поражение»                                                                          | 闘いつゞける男                        | Tatakai tsu keru otoko                             | Never Admit Defeat                                   | Кацуми Нисикава                | Рёко Курама                |
| 1961                       | «Сумасшедшее солнце»                                                                                      | 太陽は狂ってる                        | Taiyō wa kurutteiru                                | The Sun Is Mad / Lost in the Sun                     | Тосио Масуда                   | Тисато Ходзё               |
| 1961                       | «Он и я»                                                                                                  | あいつと私                            | Aitsu to watashi                                   | He and I                                             | Ко Накахира                    | Юмико                      |
| 1961                       | «Газонокосилка»                                                                                           | 草を刈る娘                            | Kusa wo karu musume                                | The Grass-Cutters / The Grass-Mowers                 | Кацуми Нисикава                | Моёко                      |
| 1961                       | «Блюз чёрного шрама»                                                                                      | 黒い傷あとのブルース                  | Kuroi kizuato no burūsu                            | The Black Scar                                       | Такаси Номура                  |                            |
| 1962                       | «Сезон прощаний»                                                                                          | さよならの季節                        | Sayonara no ki bushi                               |                                                      | Эйскэ Такидзава                | Сатико Тономура            |
| 1962                       | «Держите подбородок вверх»                                                                                | 上を向いて歩こう                      | Ue o muite arukô                                   | Keep Your Chin Up / Walk with Your Chin Up           | Тосио Масуда                   | Норико Нагаи               |
| 1962                       | «Город сотен домн» («Город, где льют чугун», «Город купола»; в прокате СССР — «Всегда существует завтра») | キューポラのある街                    | Kyûpora no aru machi                               | Foundry Town / Cupora,Where the Furnaces Glow        | Кириро Ураяма                  | Дзюн                       |
| 1962                       | «Поток жизни»                                                                                             | 激流に生きる男                        | Gekiryuu ni ikiru otoko                            | A Torrent of Life                                    | Такаси Номура                  | Сакаи                      |
| 1962                       | «Красные бутоны и белые цветы»                                                                            | 赤い蕾と白い花                        | Akai tsubomi to shiroi hana                        | Red Buds and White Flowers                           | Кацуми Нисикава                | Томико Ивабуси             |
| 1962                       | «Человек в ночном тумане»                                                                                 | 霧の夜の男                            | Kiri no yoru no otoko                              |                                                      | Акинори Мацуо                  | Мики Фукасава              |
| 1962                       | «Человек со звёздами в глазах»                                                                            | 星の瞳をもつ男                        | Hoshi no hitomi o motsu otoko                      | The Man with Stars in His Eyes                       | Кацуми Нисикава                | Саэко Синада               |
| 1962                       | «Будущее невесты»                                                                                         | あすの花嫁                            | Asu no hanayome                                    |                                                      | Такаси Номура                  | Юрико Сёдзаки              |
| 1962                       | «Молодые люди» («Свежие листья»)                                                                          | 若い人                                | Wakai hito                                         | Young People / Flesh Leaves                          | Кацуми Нисикава                | Кэйко Энами                |
| 1962                       | «Два одиноких человека»                                                                                   | ひとりぼっちの二人だが                | Hitoribotchi no futari da ga                       | Two Lonely People                                    | Тосио Масуда                   | Юки Тадзима                |
| 1963                       | «Голубые горы»                                                                                            | 青い山脈                              | Aoi sanmyaku                                       | Blue Mountains / Beyond the Green Hills              | Кацуми Нисикава                | Синко Тэрадзава            |
| 1963                       | «Полон надежд»                                                                                            | いつでも夢を                          | Itsudemo yume o                                    | Full of Hope                                         | Такаси Номура                  | Хикару Михара              |
| 1963                       | «Чистое сердце, запачканное грязью»                                                                       | 泥だらけの純情                        | Dorodarake no junjô                                | The Mud-Spattered Pure Heart                         | Ко Накахира                    | Мами Ёкояма                |
| 1963                       | «Проигравший в дождь»                                                                                     | 雨の中に消えて                        | Ame no naka ni kiete                               | Lost in the Rain                                     | Кацуми Нисикава                | Аяко Кавадзи               |
| 1963                       | «Спиной к солнцу»                                                                                         | 俺の背中に陽が当る                    | Ore no senaka ni hi ga ataru                       | With My Back to the Sun                              | Ко Накахира                    | Асако                      |
| 1963                       | «Танцовщица из Идзу»                                                                                      | 伊豆の踊子                            | Izu no odoriko                                     | The Izu Danser / Love Comes with Youth               | Кацуми Нисикава                | Каору                      |
| 1963                       | «Под крышами нового Токио»                                                                                | 若い東京の屋根の下                    | Wakai tōkyō no yane no shita                       |                                                      | Такэити Сайто                  | Фукико Кувано              |
| 1963                       | «Прекрасные воспоминания»                                                                                 | 美しい暦                              | Utsukushii koyomi                                  |                                                      | Кэндзиро Моринага              | Садако Ядзима              |
| 1963                       | «Мамино свадебное платье»                                                                                 | 波浮の港                              |                                                    | Mother’s Wedding Gown                                | Такэити Сайто                  | Акиё                       |
| 1963                       | «Сияющее море»                                                                                            | 光る海                                | Hikaru umi                                         | Bright Sea                                           | Ясуси Накахира                 | Миэко Исида                |
| 1964                       | «Здравствуйте, 20 лет»                                                                                    | こんにちは、２０歳                    | Kon’nichiwa 20 sai                                 |                                                      | Кэндзиро Моринага              | Канако Исидзава            |
| 1964                       | «Привет, малыш!»                                                                                          | こんにちは赤ちゃん                    | Kon’nichiwa akachan                                |                                                      | Мотому Ида                     | Кэйко Удагава              |
| 1964                       | «Огни Асакусы. История танцовщицы»                                                                        | 浅草の灯 踊子物語                     | Asakusa no akashi odoriko monogatari               |                                                      | Такэити Сайто                  | Рэйко Косуги               |
| 1964                       | «Шум прибоя»                                                                                              | 潮騒                                  | Shiosai                                            | The Sound of Waves                                   | Кэндзиро Моринага              | Хацуэ Мията                |
| 1964                       | «Ветер, деревья и небо»                                                                                   | 風と樹と空と                          | Kaze to ki to sora to                              | The Wind, The Trees And The Sky                      | Акинори Мацуо                  | Такико Савада              |
| 1964                       | «Возвращение на родину»                                                                                   | 帰郷                                  | Kikyô                                              | Homecoming                                           | Кацуми Нисикава                | Томоко Мория               |
| 1964                       | «Небесный сад» («Глядя на любовь и смерть»)                                                               | 愛と死をみつめて                      | Ai to shi o mitsumete                              | Gazing at Love and Death                             | Такэити Сайто                  | Митико Кодзима             |
| 1964                       | «В вихре жизни»                                                                                           | うず潮                                | Uzu shio                                           | Eddy Currents of Life                                | Такэити Сайто                  | Фумико Хаяси               |
| 1964                       | «Маленькие женщины» («Четверо юных сестёр»)                                                               | 若草物語                              | Wakakusa monogatari                                | Four Young Women / Four Young Sisters                | Кэндзиро Моринага              | Сизука Такамура            |
| 1965                       | «Прощальная песня»                                                                                        | 悲しき別れの歌                        | Kanashiki wakare no uta                            | Sad Song of Separation                               | Кацуми Нисикава                | Юрико Номура               |
| 1965                       | «Несовершеннолетние: Город сотен домн 2» («Начало жизни»)                                                 | 続・キューポラのある街 未成年         | Miseinen — Zoku cupola no aru machi                | The Start of Life                                    | Такаси Номура                  | Дзюн Исигуро               |
| 1965                       | «Легкомысленный возраст»                                                                                  | 青春のお通り                          | Seishun no o toori                                 | The Frivolous Age                                    | Кэндзиро Моринага              | Сакурако Намбара           |
| 1965                       | «Песня отца и дочери» («Песня о любви»)                                                                   | 父と娘の歌                            | Сhichi to musume no uta                            | The Song of Love                                     | Такэити Сайто                  | Хироко Таку                |
| 1965                       | «Четыре любовных истории»                                                                                 | 四つの恋の物語                        | Yottsu no koi no monogotari                        | Four Love Stories / The Four Loves                   | Кацуми Нисикава                | Мияко Мисава               |
| 1966                       | «Крылатая романтика»                                                                                      | 大空に乾杯                            | Oozora ni kanpai                                   | Winged Romance                                       | Такэити Сайто                  | Юрико Такимура             |
| 1966                       | «Мельница, тюльпаны и любовь»                                                                             | 風車のある街                          | Kazaguruma no aru machi                            | A Windmill,Tulips and Love                           | Кэндзиро Моринага              | Марико Миура               |
| 1966                       | «Где есть воля»                                                                                           | 私、違っているかしら                  | Watashi, Chigatteiru kashira                       | Where There is a Will                                | Акинори Мацуо                  | Кацура Сираиси             |
| 1966                       | «Хроника любви и смерти»                                                                                  | 愛と死の記録                          | Ai to shi no kiroku                                | A Record of Love and Death / The Heart of Hiroshima  | Корэёси Курахара               | Кадзуэ Мацуи               |
| 1966                       | «Лебедь»                                                                                                  | 白鳥                                  | Hakuchô                                            | The Swan                                             | Кацуми Нисикава                | Рэйко Кобаяси              |
| 1967                       | «Чёрная овца»                                                                                             | 青春の海                              | Seishun no umi                                     | The Black Sheep                                      | Согоро Нисимура                | Кёко Миякэ                 |
| 1967                       | «Шоссе любви»                                                                                             | 恋のハイウェイ                        | Koi no highway                                     | The Highway of Love                                  | Такэити Сайто                  | Вакаба Кадзи               |
| 1967                       | «Любовь хиппи»                                                                                            | 君が青春のとき                        | Kimi ga seishun no toki                            | Hippie Love                                          | Такэити Сайто                  | Каори                      |
| 1967                       | «На исходе заката» («Одинокая жизнь»)                                                                     | 斜陽のおもかげ                        | Shayô no omokage                                   | The Lonely Life                                      | Мицумаса Сайто                 | Матико Кита                |
| 1967                       | «Мой любовник»                                                                                            | 君は恋人                              | Kimi wa koibito                                    | My Lover                                             | Такэити Сайто                  | Юри Ёсинага                |
| 1968                       | «Любители цветов»                                                                                         | 花の恋人たち                          | Hana no koibitotachi                               | The Sweet Interns                                    | Такэити Сайто                  | Мисао                      |
| 1968                       | «Ветреная молодёжь»                                                                                       | 青春の風                              | Seishun no kaze                                    | The Society                                          | Согоро Нисимура                | Мицуко Кусумото            |
| 1968                       | «Кто победил?»                                                                                            | だれの椅子？                          | Dare no isu?                                       | The Final Winner?                                    | Кэндзиро Моринага              | Кэйко Савамура             |
| 1968                       | «Памятник женскому корпусу»                                                                               | あゝひめゆりの塔                      | Â Himeyuri no Tô                                   | Ah, Tower of Lilies / Monument to the Girl’s Corps   | Тосио Масуда                   | Кадзуко Ёнаминэ            |
| 1969                       | «---» | 花ひらく娘たち                        | Hana hiraku musume tachi                           |                                                      | Такэити Сайто                  | Тамико Какидзаки           |
| 1969                       | «Герои в шторм»                                                                                           | 嵐の勇者たち                          | Arashi no yushatachi                               | Heroes in a Storm / The Cleanup                      | Тосио Масуда                   | Фуюко                      |
| 1970-е годы                | |                                       |                                                    |                                                      |                                |                            |
| 1970                       | «Падение Сёгуната»                                                                                        | 幕末                                  | Bakumatsu                                          | The Restoration of Meiji                             | Дайскэ Ито                     | Орё                        |
| 1970                       | «Путешествие любви»                                                                                       | 風の慕情                              | Kaze no bojo                                       | Journey of Love                                      | Нобору Накамура                | Юко Хасэ                   |
| 1970                       | «Молодёжь в полном сборе»                                                                                 | 青春大全集                            | Seishun dai zenshuu                                |                                                      | Дзюндзо Мидзукава              | Рицко Немото               |
| 1971                       | «Война и люди. Часть 2: Любви и печали гор и рек»                                                         | 戦争と人間 第二部 愛と悲しみの山河    | Sensou to ningen dai ni bu                         | Men and War, Part Two                                | Сацуо Ямамото                  | Дзюнко Годаи               |
| 1972                       | «Мужчине живётся трудно. Фильм 9: Родной дом в Сибамата»                                                  | 男はつらいよ 柴又慕情                 | Otoko wa tsurai yo: Shibamata bojo                 | Tora-san’s Dear Old Home (Tora-san 9)                | Ёдзи Ямада                     | Утако                      |
| 1973                       | «Война и люди. Часть 3: Окончание»                                                                        | 戦争と人間 第三部 完結篇              | Senso to ningen III                                | Man and War, Part III                                | Сацуо Ямамото                  | Дзюнко Годаи               |
| 1974                       | «Мужчине живётся трудно. Фильм 13: Осунувшийся от любви Торадзиро»                                        | 男はつらいよ 寅次郎恋やつれ           | Otoko wa tsurai yo: Torajiro koiyatsure            | Tora-san’s Lovesick (Tora-san 13)                    | Ёдзи Ямада                     | Утако                      |
| 1975                       | «Врата молодости»                                                                                         | 青春の門                              | Seishun no mon                                     | The Gate of Youth                                    | Кириро Ураяма                  | Таё, мачеха Синскэ         |
| 1977                       | «Молодёжь»                                                                                                | 若い人                                | Wakai hito                                         | Young People                                         | Ёсисукэ Кавасаки               | Юки Аюсава                 |
| 1978                       | «Август без императора»                                                                                   | 皇帝のいない八月                      | Kôtei no inai hachigatsu                           | August without Emperor                               | Сацуо Ямамото                  | Киоко                      |
| 1979                       | «Таро, сын дракона» (анимэ)                                                                               | 龍の子太郎                            | Tatsu no ko Tarô                                   | Taro, the Dragon Boy                                 | Кириро Ураяма, Петер Фернандез | Тацуя (голос)              |
| 1979                       | «Мой сын убит!»                                                                                           | 衝動殺人 息子よ                       | Shodo satsujin: Musuko yo                          | My Son! My Son!                                      | Кэйсукэ Киносита               | Ясуко Сибата               |
| 1980-е годы                | |                                       |                                                    |                                                      |                                |                            |
| 1980                       | «Мятеж»                                                                                                   | 動乱                                  | Dôran                                              |                                                      | Сиро Моритани                  | Каору Мидзогути            |
| 1982                       | «Пролив»                                                                                                  | 海峡                                  | Kaikyô                                             | The Longest Tunnel                                   | Сиро Моритани                  | Таэ Макимура               |
| 1983                       | «Мелкий снег»                                                                                             | 細雪                                  | Sasame-yuki                                        | The Makioka Sisters                                  | Кон Итикава                    | Юкико Макиока              |
| 1984                       | «Станция "Небеса"»                                                                                        | 天国の駅                              | Tengoku no eki: Heaven Station                     | Station to Heaven                                    | Масанобу Дэмэ                  | Каё Хаясиба                |
| 1984                       | «Охан» | おはん                                | Ohan                                               | Ohan                                                 | Кон Итикава                    | Охан                       |
| 1985                       | «Дневник Юмэтиё»                                                                                          | 夢千代日記                            | Yumechiyo nikki                                    | Yumechiyo                                            | Кириро Ураяма                  | Сатико Нагаи / Юметиё      |
| 1986                       | «Песня Гэнкай Цурэдзурэ»                                                                                  | 玄海つれづれ節                        | Genkai tsurezure-bushi                             | Song of Genkai Tsurezure                             | Масанобу Дэмэ                  | Юки Ямаока                 |
| 1987                       | «Актриса кино»                                                                                            | 映画女優                              | Eiga joyû                                          | Movie Actress                                        | Кон Итикава                    | Кинуё Танака               |
| 1988                       | «Журавль»                                                                                                 | つる －鶴－                           | Tsuru                                              | Crane                                                | Кон Итикава                    | Цуру                       |
| 1988                       | «Бунт цветов»                                                                                             | 華の乱                                | Hana no ran                                        | The Rage of Love / A Chaos of Flowers                | Киндзи Фукасаку                | Акико Ёсано                |
| 1990-е годы                | |                                       |                                                    |                                                      |                                |                            |
| 1992                       | «Операционная»                                                                                            | 外科室                                | Gekashitsu                                         | The Operating Room                                   | Тамасабуро Бандо               | Такафунэ                   |
| 1992                       | «Тяжкий грех в раю»                                                                                       | 天国の大罪                            | Tengoku no Taizai                                  | Heavenly Sin                                         | Тосио Масуда                   | Рёко Кинухата              |
| 1993                       | «Женщина мечты»                                                                                           | 夢の女                                | Yume no onna                                       | Yearning                                             | Тамасабуро Бандо               | Онами                      |
| 1994                       | «Зрелые женщины»                                                                                          | 女ざかり                              | Onna-zakari                                        | A Mature Woman / Turning Point                       | Нобухико Обаяси                | Юмико Минами               |
| 1996                       | «Туманные меридианы»                                                                                      | 霧の子午線                            | Kiri no shigosen                                   |                                                      | Масанобу Дэмэ                  | Яэ Савада                  |
| 1998                       | «История Реннио»                                                                                          | 蓮如物語 Ｒｅｎｎｙｏ                 | Rennyo monogatari                                  | Rennyo                                               | Осаму Касаи                    | рассказчик (голос)         |
| 1998                       | «Период осеннего моросящего дождя»                                                                        | 時雨の記                              | Shigure no ki                                      | Diary of Early Winter Shower                         | Синъитиро Саваи                | Таэ Хорикава               |
| 2000-е годы                | |                                       |                                                    |                                                      |                                |                            |
| 2000                       | «Беспечная мелодия Нагасаки»                                                                              | 長崎ぶらぶら節                        | Nagasaki burabura bushi                            |                                                      | Юкио Фукамати                  | Аихати (Мацуо, Сада)       |
| 2001                       | «Тысячелетняя любовь»                                                                                     | 千年の恋 ひかる源氏物語               | Sennen no koi — Hikaru Genji monogatari            | Genji: A Thousand-Year Love                          | Тонко Хорикава                 | Мурасаки Сикибу            |
| 2005                       | «Поселенцы на Севере» («Первый год на Севере»)                                                            | 北の零年                              | Kita no zeronen                                    | Year One in the North                                | Исао Юкисада                   | Сино Комацубара            |
| 2008                       | «Кабэи - наша мама»                                                                                       | 母べえ                                | Kâbê                                               | Kabei: Our Mother                                    | Ёдзи Ямада                     | Каё Ногами                 |
| 2008                       | «Где живёт легенда»                                                                                       | まぼろしの邪馬台国                    | Maboroshi no Yamataikoku                           | Where the Legend Lives                               | Юкихико Цуцуми                 | Кадзуко Миядзаки           |
| 2010-е годы                | |                                       |                                                    |                                                      |                                |                            |
| 2010                       | «Младший брат»                                                                                            | おとうと                              | Otôto                                              | Younger Brother                                      | Ёдзи Ямада                     | Гинко Такано               |
| 2011                       | «Будда: Великий выезд» (анимэ)                                                                            | 手塚治虫のブッダ 赤い砂漠よ！美しく   | Tezuka Osamu no budda: Akai sabaku yo! Utsukushiku | Buddha: The Great Departure                          | Кодзо Морисита                 | Мая (голос)                |
| 2012                       | «Северные канарейки» («Канарейки севера», «Хор Ангелов»)                                                  | 北のカナリアたち                      | Kita no kanaria-tachi                              | A Chorus of Angels                                   | Дзюндзи Сакамото               | Хабё Кавасима              |
| 2014                       | «Будда 2: Бесконечное путешествие» (анимэ)                                                                | BUDDHA2 手塚治虫のブッダ 終わりなき旅 | Buddha 2: Tezuka Osamu no Budda — Owarinaki tabi   | Buddha 2: The Endless Journey                        | Тосиаки Комура                 | Мая (голос)                |
| 2014                       | «История таинственного мыса»                                                                              | ふしぎな岬の物語                      | Fushigi na misaki no monogatari                    | Cape Nostalgia                                       | Идзуру Нарусима                | Эцуко                      |
| 2015                       | «Если бы я жил со своей мамой»                                                                            | 母と暮せば                            | Haha to kuraseba                                   | Living with My Mother                                | Ёдзи Ямада                     | Нобуко Фукухара            |
| 2018                       | «Северный первоцвет»                                                                                      | 北の桜守                              | Kita no Sakuramori                                 | North's Sakuramori                                   | Ёдзиро Такита                  | Тэцу Эдзурэ                |

## Комментарии
1. ↑  В советском прокате фильм демонстрировался с мая 1964 года под названием «Всегда существует завтра», р/у Госкино СССР № 1074/64 (до 1 апреля 1974 года) — опубликовано: «Каталог фильмов действующего фонда. Выпуск II: Зарубежные художественные фильмы», Инф.-рекл. бюро упр. кинофикации и кинопроката комитета по кинематографии при Совете министров СССР, М.-1972, стр. 24.
2. ↑  В советском прокате фильм демонстрировался с 1972 года, р/у Госкино СССР № 2006/71 (до 15 января 1978 года) — опубликовано: «Аннотированный каталог фильмов, выпущенных в 1972 году», Инф.-рекл. бюро упр. кинофикации и кинопроката комитета Совета министров СССР по кинематографии, М.-1973, стр. 95.
3. ↑  В советском прокате фильм демонстрировался с марта 1981 года, р/у Госкино СССР № 2215/80 (до 20 июня 1987 года) — опубликовано: "Аннотированный каталог фильмов, выпущенных в 1981 году. В/О «Союзинформкино», Госкино СССР, М.-1982, стр. 112.
4. ↑  В советском прокате фильм демонстрировался с мая 1981 года, р/у Госкино СССР № 2312/80 (до 10 сентября 1987 года) — опубликовано: "Аннотированный каталог фильмов, выпущенных в 1981 году. В/О «Союзинформкино», Госкино СССР, М.-1982, стр. 153.